# Anovulació
La anovulació és un trastorn ginecològic que fa que els ovaris no alliberin òvuls regularment. Els òvuls tampoc poden ingressar a les trompes de Fal·lopi. Les dones que tenen aquest trastorn no alliberen un òvul cada mes, sinó que ho fan de manera intermitent.
La anovulació no és un malaltia en si mateixa, sinó un senyal que alguna cosa no va bé en el cos de la dona. Una dona que no ovula en cada cicle menstrual no està necessàriament en la menopausa.
La anovulació crònica és una causa comuna d'infertilitat. A més, la anovulació pot donar lloc a altres problemes com hiperandrogenisme o osteopènia. La anovulació també s'ha relacionat amb els desequilibris i les disfuncions múltiples de la síndrome de l'ovari poliquístic (SOP).
L'ús d'una medicació apropiada resol amb èxit el problema en el 90% de casos. La diagnosi és important, ja que la identificació de la anovulació no és fàcil. En general, les pacients no noten que hi ha un problema fins que intenten tenir descendència.